# Donacia aquatica
Espèce
Donacia aquatica est une espèce de chrysomèles de la sous-famille des Donaciinae et du genre Donacia.

## Systématique
L'espèce est décrite en 1758 par le naturaliste suédois Carl von Linné. Le nom valide complet (avec auteur) de ce taxon est Donacia aquatica (Linnaeus, 1758).
L'espèce a été initialement classée dans le genre Leptura sous le protonyme Leptura aquatica Linnaeus, 1758.
Donacia aquatica a pour synonymes :
- Donacia dentipes F., 1792
- Leptura aquatica Linnaeus, 1758

## Description
Donacia aquatica a un corps cylindrique, trapu, glabre, avec un prothorax cuivreux et des élytres vert-doré avec une bande longitudinale pourpre caractéristique. Le prothorax est aussi long que large et nettement plus étroit que les élytres.

## Distribution
Donacia aquatica peut se rencontrer dans toute l'Europe et jusqu'en Russie, dans les zones humides et jusqu'à 2 000 m. L'espèce est surtout visible d'avril à août.

## Biologie
Donacia aquatica est une espèce phytophage dont les larves comme les adultes se nourrissent de Sparganium ainsi que d’autres plantes aquatiques.